# Bandbredd

Bandbredd är ett frekvensomfång.

Bandbredd är skillnaden mellan den övre och den lägre avbrytande frekvensen. Begreppet används till exempel vid informationsöverföring i radiokommunikation (nätverkets överföringskapacitet) eller via ett signalfilter. Bandbredd mäts vanligtvis i enheten Hertz (Hz). Bandbredd är ett centralt begrepp i många områden, till exempel inom elektronik, radiokommunikation och signalbehandling. I samband med Internet används begreppet något oegentligt för mängden överförda data.
Vid sampling räknas bandbredden som ekvivalent med Nyquistfrekvensen, det vill säga bandbreddfrekvensen är lika med halva samplingsfrekvensen.

## Användning inom datortekniken
Inom datorteknik/frekvensanalys definieras bandbredd som bredden på det spann av frekvenser för vilka dämpningen (i till exempel kabeln) är lägre än den kritiska 3 dB-nivån. Utanför detta frekvensspann dämpas de logiska signalnivåerna så pass mycket att informationen tolkas slumpmässigt av mottagaren och det går därför inte att använda dessa frekvenser vid dataöverföring. Denna dämpning begränsar alltså mängden data som går att överföra per sekund i en viss kabel.
Ordet "bandbredd" har även kommit att bli en felaktig synonym för överföringskapacitet, alltså den mängd data som kan överföras per tidsenhet, till exempel över modem eller bussar. Ur teknisk synvinkel är detta ett helt felaktigt språkbruk, eftersom bandbredd mäts i hertz och överföringskapacitet i bitar per sekund. Om det beror på sammanblandning av begreppen bandbredd och bredband eller det faktum att överföringskapaciteten är proportionell mot bandbredden är oklart. 
Majoriteten av webbhotell mäter i bandbredd när man talar om överföringskapacitet. Det började i USA när företagen på ett enkelt sätt skulle beskriva vad en kund får för sina pengar, istället för att skriva ur teknisk synvinkel. Sedan dess har denna alternativa betydelse av begreppet blivit allmänt använd.

## Analoga system
För analoga signaler, som man matematiskt kan se på som funktioner av tid. Bandbredd BW eller Δf är bredden, mätt i hertz. Bandbredd i en signal är ett mått på hur snabbt dess parametrar, till exempel svängningsvidd och fas, fluktuerar med hänsyn till tiden. Vilket resulterar i att ju större brandbredd, desto snabbare är växlingen i signalparameterna. Själva ordet bandbredd syftar på signaler, som tidigare nämnt, dock kan det också hänvisa till system. I det sistnämnda fallet så innebär det att systemet har en särskild bandbredd som betyder att systemet kan behandla signaler av just den bandbredden.